# Комедија
Комедија (грч. κωμῳδία — „походна песма“) једна је од основних врста драме. Развијала се још у античкој Грчкој и Риму. Постоји и истоимена врста филма. Као супротност комедији издваја се трагедија, док се јединство ово двоје назива трагикомедија или гротеска.

## Историја појма
Комедија је почела као фестивалска сеоска ода. Реч је у српски дошла преко латинског comoedia и италијанског commedia. Кроз историју је имала више значења. У средњем веку је то била прича са срећним крајем. Зато је Данте Алигијери назвао своје најпознатије дело баш Комедија (cf. Epistola X, где комички стил описује као loquutio vulgaris, in qua et mulierculae communicant; опет comoedia vero remisse et humiliter).
У античкој Грчкој комедија је била песма комоса, то јест весела песма коју пева група младића за време свечане прославе у част бога вина, плодности и забаве Диониса. Муза комедије била је Талија. Најпознатији комедиограф античке Грчке био је Аристофан, док су најпознатији аутори римских комедија били Плаут и Публије Теренције Афер. Као намењену да изазове смех комедију описује Мирослав Пантић, што је други велики циљ комедије; и то не увек смех дискретан и од племените врсте, већ и громогласан и суров, какав је ренесансном човеку такође био по ћуди. Историја комедије веома је богата.

## Опште одлике
Основно средство комедије јесте смех, представљен кроз хумор и комику. С друге стране, широко се употребљавају и друга драмска средства попут ироније, сарказма, сатире и гротеске. Смех у комедији извире из драмских ситуација и несналажења људи у њима. Због тога, главни ликови оваквих дела бивају исмевани због својих недостатака, мана и порока.
Као драмска врста, комедија се дели на три основне подврсте, а то су комедија карактера, комедија нарави и комедија интриге. Комедија карактера приказује комичне црте људске личности које постајући страст или порок уједно постају и изопачење самог човека. Дакле, она извргава руглу главни лик и његову доминантну особину, која је према француском просветитељу Волтеру најчешће нека од следећих: тврдичлук, похлепа, себичност, глупост, сујета, подлаштво, лицемерство (дволичност), завист, лењост, љубомора, уображеност, каћиперство. Аутори оваквих комедија су Молијер и Јован Стерија Поповић, између осталих.
Комедија нарави односно друштвена комедија за предмет смеха и исмевања узима негативне појаве у друштву, мане, недостатке и наопака схватања која обухватају целу једну средину, друштвени слој или време. То може бити сукоб старог и новог, сукоб двеју генерација, различитих обичаја или нарави, или пак исмејавање регресивних особина попут каријеризма, борбе за власт, учмалости и заосталости, бирократизма. У ову групу спадају Гогољев Ревизор, Држићев Дундо Мароје, Стеријини Родољупци, Нушићево Сумњиво лице и комедије Душана Ковачевића попут Маратонци трче почасни круг и Радован III.
Комедија интриге односно ситуације спада у комедију ниже врсте. Садржи велики број смешних дешавања до којих долази као кулминација претходно створене сплетке, неспоразума, несналажења или необавештености за ту прилику посебно осмишљених ликова. Таква поставка доводи до честих неочекиваних обрта, а стога и смеха. Ситуациона комика, која је основа ове драмске подврсте, убраја се у комику нижег ранга јер у себи не садржи образовне, ерудитне елементе. Овдашњи смех је чист, безазлен и ништа не подвргава руглу. У питању је такозвани „смех ради смеха“, са радњом „врло динамичном, али никада вулгарном“. С друге стране, постоје и комедије интриге које су веома банализоване, неодмерене и просте. То су фарсе (лакрдије), попут Држићеве Новеле од Станца. Одмерене комедије интриге биле би оне попут Трифковићевог Љубавног писма и Нушићева дела.

## Врсте комедија на филму

### Антикомунистичка комедија
Врста предратних и поратних америчких филмских комедија које су се подсмевале совјетским агентима убаченим у САД са шпијунским и субверзивним задатком, али који се у томе не сналазе и подлежу чарима америчког начина живота. Ови филмови снимани су највише у време када је владао велики страх од комунистичке опасности. Филм Ернста Лубича „Ниночка“ (1939) најзначајнији је у овој врсти комедије.

### Комедија белих телефона
Врста предратне италијанске филмске комедије која се по угледу на америчку софистицирану комедију бавила комичним интригама виших слојева друштва. У њима је доминирала имитација америчког начина живота, чиме се стварао привид да је Италија земља обиља и срећног живота, уочи Другог светског рата. Отуда и ироничан назив за те филмове.

### Црна комедија
Врста филмова који у мрачним и опасним странама живота откривају оно што је смешно или их, пак, чине смешним. Садрже агресивну иронију којем се зло у човеку или друштву подвргава руглу. Најчешће су то трилер комедије страве и ужаса, пуни језовитих догађаја, злочина, насиља и претњи, али и комедије у којима се приказују суморна и бесперспективна друштвена ситуација обичног човека или читаве цивилизације, с тим што све то прераста у забаву, иако се песимистички тон задржава у њима. То су филмовима у којима доминира тзв. црни хумор. Примери овог жанра су филмови „Арсеник и старе чипке“ Франка Капре, „Господин Верду“ Чарлија Чаплина, „Невоље са Харијем“ Алфреда Хичкока.